# John Norvell

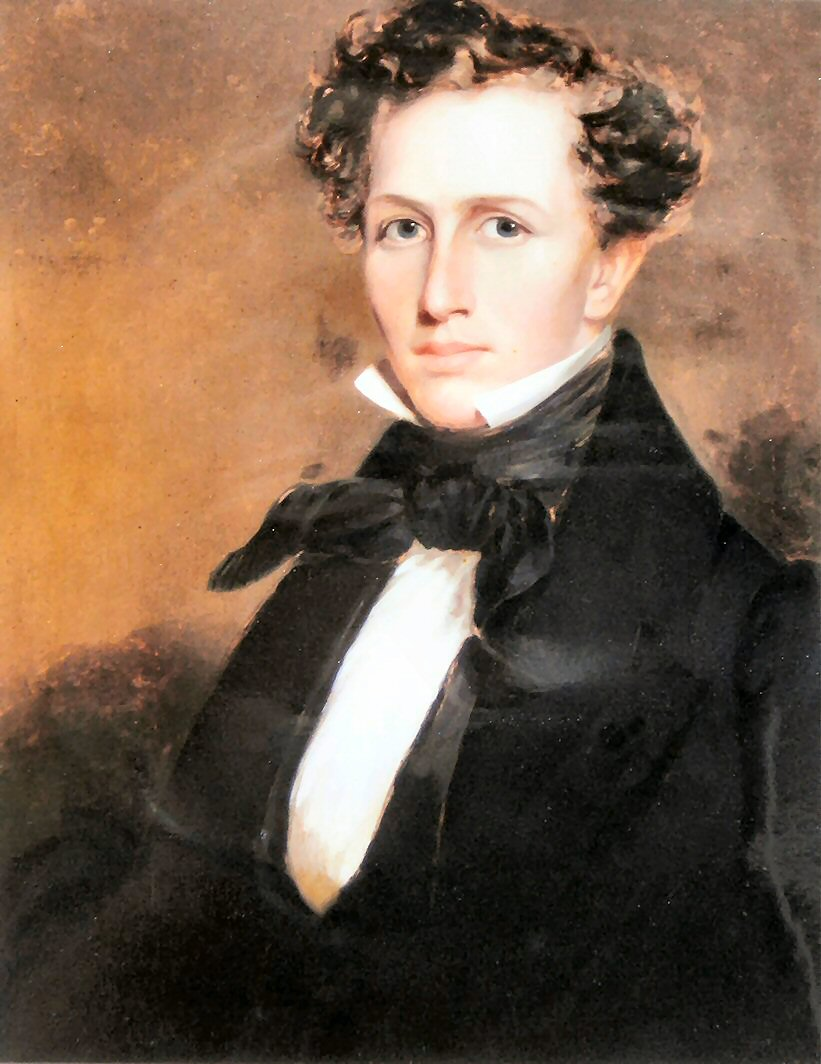
John Norvell

John Norvell (* 21. Dezember 1789 in Danville, Virginia (heute: Kentucky); † 24. April 1850 in Detroit, Michigan) war ein US-amerikanischer Politiker der Demokratischen Partei und US-Senator für den Bundesstaat Michigan.

## Biografie
Nach dem Besuch staatlicher Schulen machte Norvell eine Berufsausbildung zum Drucker, wurde jedoch bald darauf Herausgeber einer Zeitung in Hagerstown. Darüber hinaus studierte er die Rechtswissenschaften, unterbrach dieses Studium allerdings um als Private am Britisch-Amerikanischen Krieg von 1812 teilzunehmen. Anschließend setzte er seine juristischen Studien fort und erhielt 1814 die Zulassung zum Rechtsanwalt im Bundesstaat Maryland. Anschließend eröffnete er eine Kanzlei in Baltimore. Zwischen 1816 und 1832 veröffentlichte er in Philadelphia zahlreiche anti-föderalistische Zeitungen.
Nach seiner Übersiedlung ins Michigan-Territorium wurde er 1831 Postmeister von Detroit und behielt dieses Amt bis 1836. 1837 gehörte er zu den Delegierten des Territoriums auf dem Verfassungskonvent, der über die Aufnahme des Territoriums in die Union als 26. Bundesstaat befand.
Nach der Aufnahme des Territoriums wurde er einer der beiden ersten US-Senatoren für Michigan und hatte vom 26. Januar 1837 bis zum 3. März 1841 den zweiten Senatssitz (Senator Class 2) inne. Während dieser Zeit war er von 1837 bis 1838 Vorsitzender des Ausschusses für die Gesetzesausfertigung (Committee on Engrossed Bills).
Nachdem Norvell 1840 auf eine Wiederwahl verzichtet hatte, nahm er eine Tätigkeit als Rechtsanwalt in Detroit auf. Daneben engagierte er sich jedoch weiterhin in der Politik des Bundesstaates und wurde zunächst 1841 Mitglied des Staatssenates und danach 1842 des Repräsentantenhauses von Michigan. Zuletzt war er von 1846 bis 1849 als US District Attorney Bezirksstaatsanwalt von Michigan.